# Chrám svatého Antonína (Jaffa)
Chrám svatého Antonína Velikého v Jaffě je chrám katolické církve maronitů s klášterem maronitů v Tel Avivu–Jaffě v Izraeli. Sídlí ve čtvrti Adžami v ulici Hadolfin 22.

## Historie

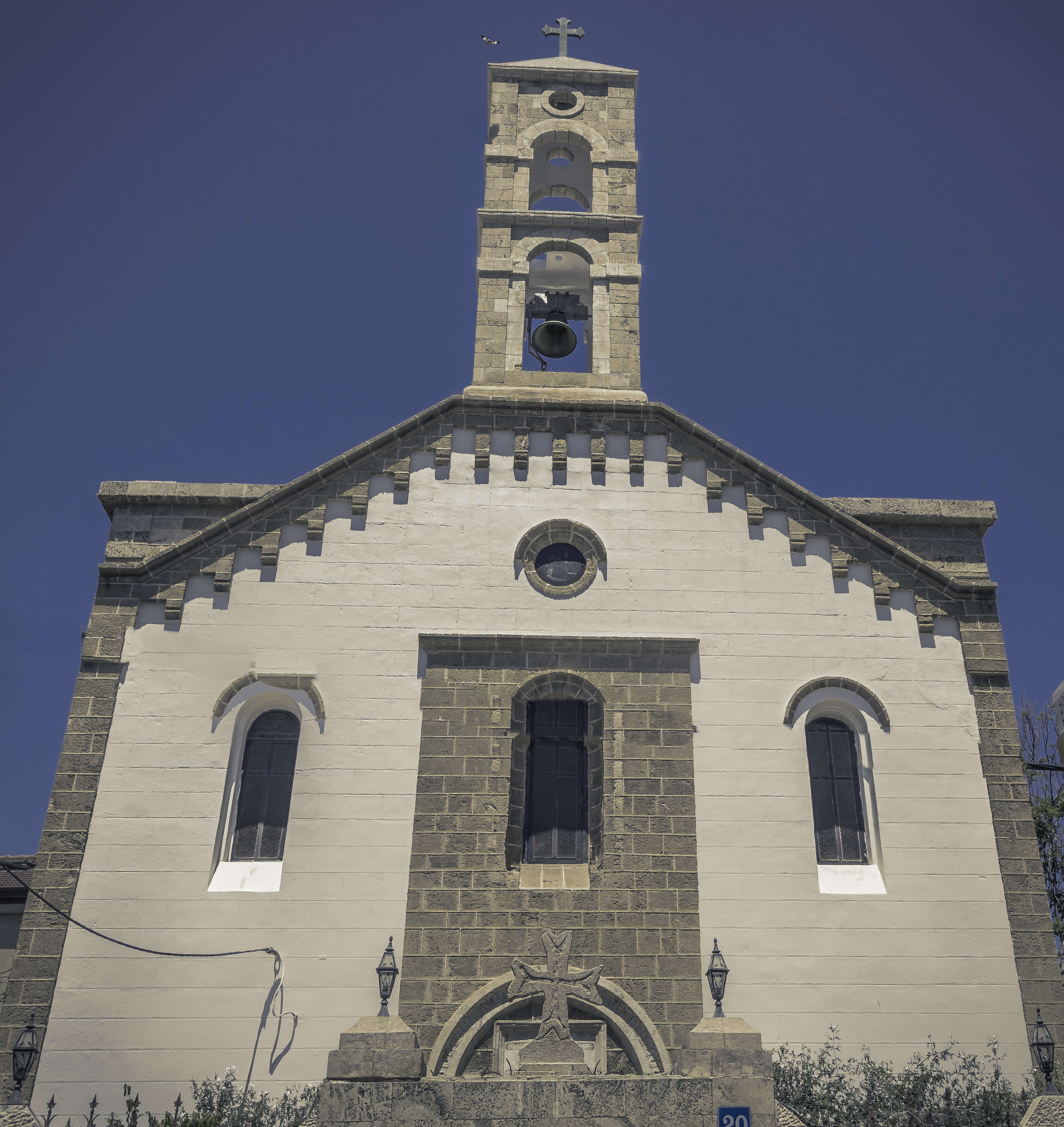
Průčelí chrámu

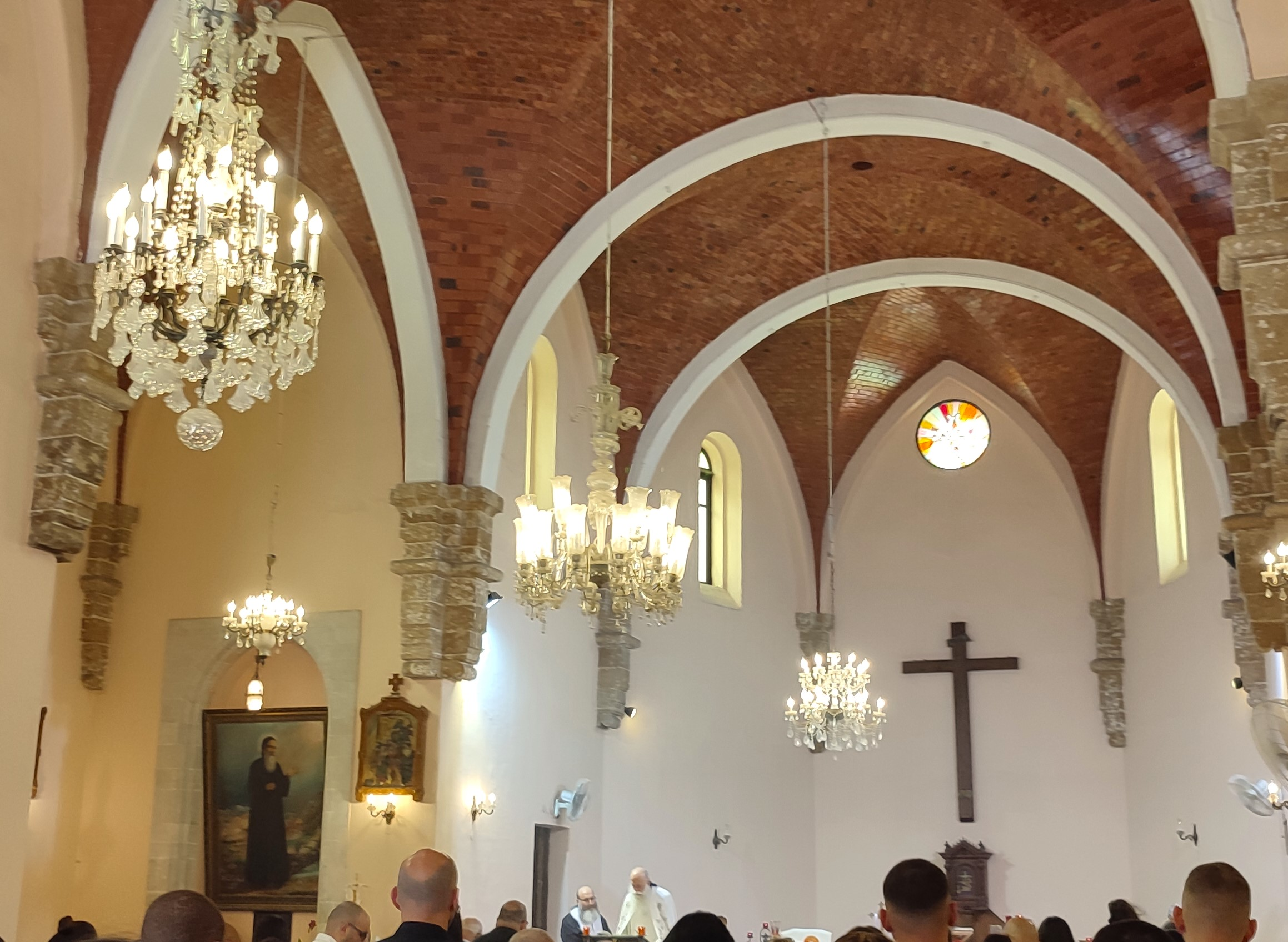
Interiér chrámu

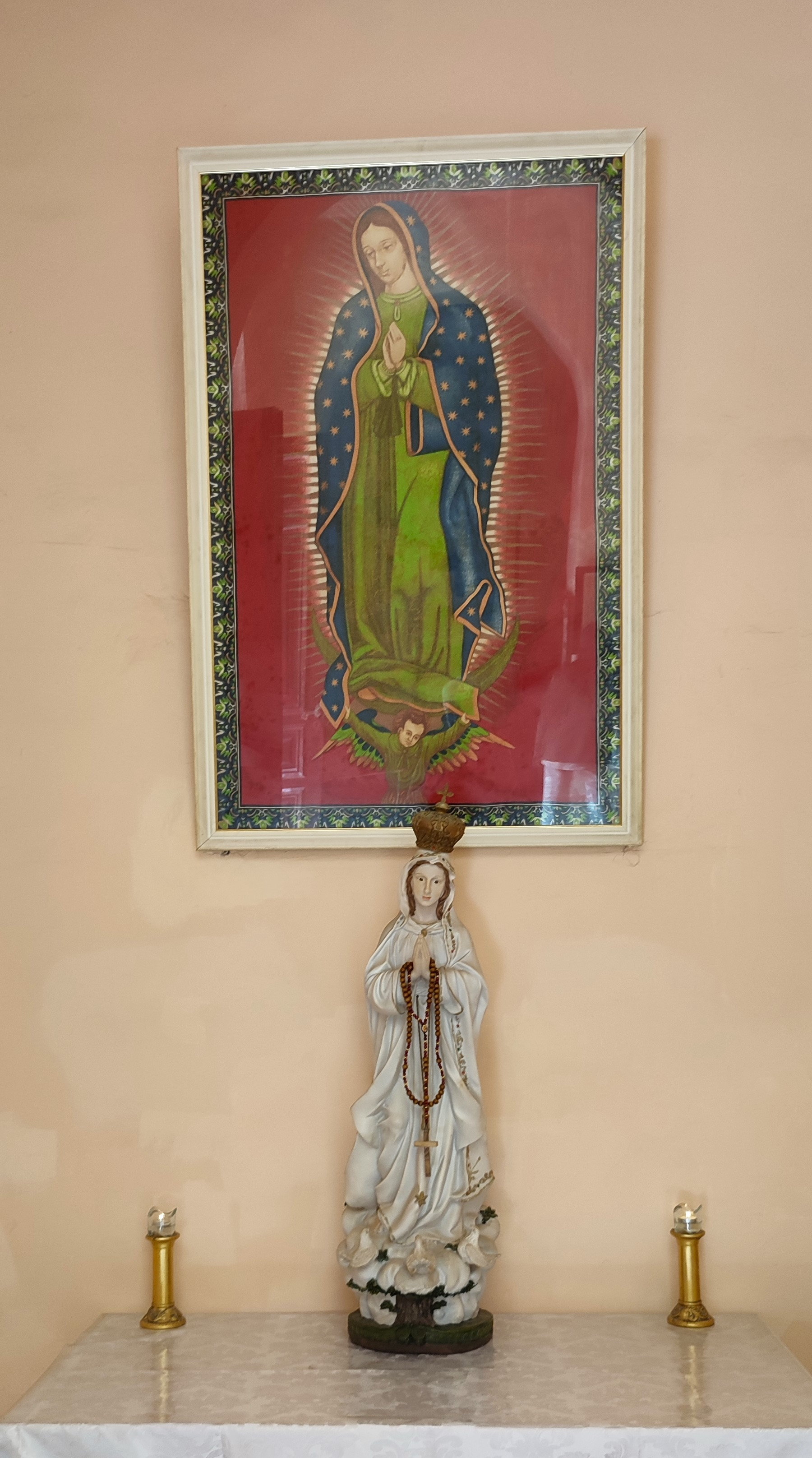
Oltářní obraz Panny Marie Guadalupské

První chrám svatého Antonína s klášterem maronitů vznikl ve Staré Jaffě u přístavu roku 1855.
Tuto lokalitu museli maronité v roce 1895 opustit, protože celý kostel i s přilehlými budovami byl zničen. Otec Antonius Šbajer-al-Gustáví přesídlil do nové městské čtvrti Adžami, kde byl ovšem i tento druhý kostel s klášterem opět pobořen. 
Teprve roku 1904 libanonský kněz a teolog Bulús Abbúd al Gustáví (1870-1941) mohl dát postavit současný kostel s klášterem. Stavbu financoval bohatý arabský maronita Iskandar 'Awad Bek, který byl v Jaffě obchodním zástupcem londýnské cestovní kanceláře Thomas Cook. Jde o chrám původem libanonské církve převážně arabského obyvatelstva Palestiny. 

## Popis
Vstup do kostela je orientován k východu. Před ohrožením útoky z ulice je chrám chráněn silnou vysokou vstupní zdí s dvorem, stejně zesílené jsou boční stěny mezi domy a zadní ohradní zeď. Ze dvora se vstupuje do chrámu, do přilehlých prostor pokoje a garáže pro hosty, i do archivu, o který se starají dva mniši. 
Průčelí chrámu je vystavěno z místní horniny, z mohutných kamenných kvádrů pevnostního charakteru. V nadpraží portálu je arabský nápis, stejně tak všechny popisky ikon a texty modliteb jsou psány arabsky.
Dvoupatrová věž má ve zvonici jeden zvon. 
Chrám je obdélná sálová stavba s úzkým pětibokým závěrem a křížovými klenbami svedenými do mohutných kamenných konzol. Klenby jsou tvořené hnědými dekorativními cihlami (kurkaru). Nad svatostánkem hlavního oltáře visí kříž, na severní straně ve výklenku visí obraz patrona chrámu, svatého egyptského mnicha a poustevníka Antonína Velikého. V lodi je zavěšeno XIV zastavení křížové cesty. Jeden oltář je zasvěcen mexické patronce, Panně Marii Guadalupské. Chrám osvětlují tři křišťálové lustry.